# Beaver (Arkansas)
Beaver es un pueblo ubicado en el condado de Carroll en el estado estadounidense de Arkansas. En el Censo de 2010 tenía una población de 100 habitantes y una densidad poblacional de 70,46 personas por km².

## Geografía
Beaver se encuentra ubicado en las coordenadas 36°28′35″N 93°46′22″O / 36.47639, -93.77278. Según la Oficina del Censo de los Estados Unidos, Beaver tiene una superficie total de 1.42 km², de la cual 0.95 km² corresponden a tierra firme y (33.21%) 0.47 km² es agua.

## Demografía
Según el censo de 2010, había 100 personas residiendo en Beaver. La densidad de población era de 70,46 hab./km². De los 100 habitantes, Beaver estaba compuesto por el 97% blancos, el 0% eran afroamericanos, el 0% eran amerindios, el 0% eran asiáticos, el 0% eran isleños del Pacífico, el 0% eran de otras razas y el 3% pertenecían a dos o más razas. Del total de la población el 0% eran hispanos o latinos de cualquier raza.